# YesWeHack
YesWeHack est une plateforme permettant la mise en contact entre des entreprises et des hackers éthiques (hackers aux chapeaux blancs),. Elle a été lancée en 2015 par Guillaume Vassault-Houlière et Manuel Dorne. Elle s'inscrit dans le cadre des « Bug Bounty », chasses aux bugs ou primes à la faille, permettant aux entreprises de rémunérer les informaticiens détectant des failles de sécurité (rémunération pouvant aller de 50 à 250 000 euros),,.  
L'entreprise revendique une communauté d'environ 40 000 hackers, classés selon leurs performances. Ces derniers ne sont cependant pas salariés mais évoluent pour la plupart sous le statut d'autoentrepreneur.   
Elle compte parmi ses clients Lazada, Parrot, La Poste Suisse, Onfido, BlaBlaCar, Doctolib, le ministère français des Armées, ou encore Decathlon. En mai 2020, la plateforme a été choisie pour tester la sécurité de l'application de tracking française StopCovid, devenue TousAntiCovid.

## Levées de fonds
En février 2019 YesWeHack annonce une série A de 4 millions d'euros auprès de la CNP Assurance et de Normandie Participations.
YesWeHack annonce en juillet 2021 une série B de 16 millions d’euros réalisée auprès de La Banque des Territoires et Eiffel Investment Group ainsi que de Normandie Participations et CNP Assurances qui renouvellent leur confiance à la startup.